# Illinois Terminal Railroad System
Illinois Terminal (Railroad System) was een befaamde transportonderneming in de Amerikaanse staat Illinois.

## Voorgeschiedenis
Net als bij zoveel andere Amerikaanse spoorweg- of trambedrijven was de ITRS de gedachte van één man: de in 1856 geboren William Brown McKinley. Deze man had geen familierelatie met de 27ste president van de Verenigde Staten W. B. McKinley.
In 1899 werd de eerste stap gedaan om de ITRS te vormen en deze maatschappij tot een van de grootste ‘Interurbans’ in de Verenigde Staten te maken. Alhoewel pas in 1910 gesproken wordt van het Illinois Traction System was deze eerste aankoop – bekend als de Danville, Paxton & Northern Railroad – de eerste aanzet.
In 1903 was de bouw van de lijn gevorderd tot een passagiersverbinding tussen Danville en Urbana, een afstand van 31 mijl. De maatschappij heette vanaf dat moment de Danville, Urbana and Champaign Railway Co.
In 1907 was de lijn gevorderd tot Springfield en later Decatur. In datzelfde jaar kocht de maatschappij de meerderheid in de St. Louis and Northeastern RR. Er ontstonden lijnen van Peoria in noord Illinois naar Decatur en rechtstreeks van Peoria naar Springfield.
Al in 1907 dienden zich de eerste tekenen aan van een dalende vervoersvaag. De constructie van nieuwe lijnen werd uitgesteld omdat de verwachte bevolkingstoename van het middenwesten achterbleef.
Tot 1920 werden rond St. Louis lijnen opgekocht en aan het bedrijf toegevoegd. In het begin van de jaren 1930 vertraagde dat tempo weer en werd pas eind jaren 1930 weer opgepakt.
Rond 1940 was de ITRS compleet. Er waren sindsdien geen uitbreidingen meer.

## Naamgeving
Pas vanaf 1910 werd de maatschappij bekend onder de naam Illinois Traction System. Toen in 1937 transportbedrijven rond St. Louis en Alton overgenomen werden, heette de maatschappij ‘Illinois Terminal System’. Deze naam bleef tot vlak na de opheffing van alle passagierdiensten in 1956.
In 1981 werd het grootste deel van de maatschappij toegevoegd aan ‘Norfolk and Western RR’ en verdween de naam Illinois Terminal.

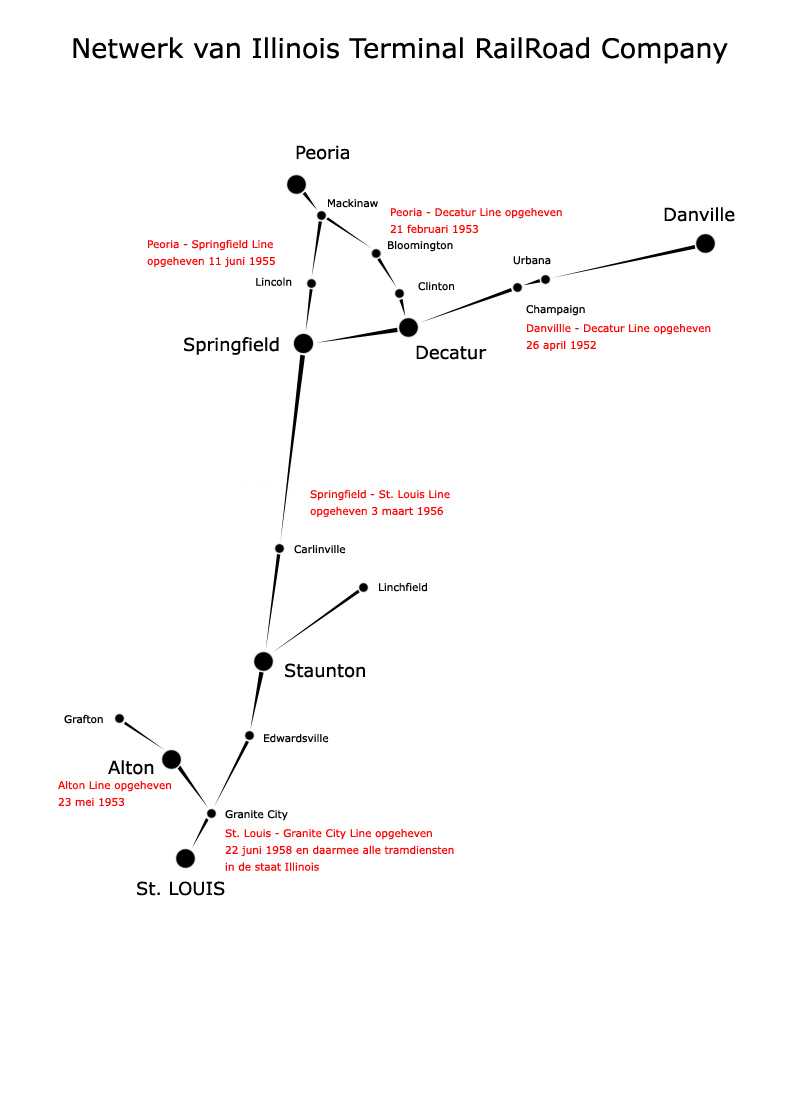
Netwerk van Illinois Terminal

## Interurban services
Alhoewel de ruggengraat van de ITRS altijd het goederenvervoer is geweest, is het passagiersvervoer tot in de jaren 1930 van groot belang geweest omdat vele grote dorpen en kleine steden ontsloten werden. Zoals in alle andere delen van de VS was het voortdurende advertentie- en marketingoffensief aangaande de ‘eigen auto’ uiteindelijk debet aan de afbraak van goed openbaar vervoer tussen deze woonkernen.
Aangezien de ITRS wat betreft planning en bedrijfsvoering een uitmuntend bedrijf was kon men het passagiersvervoer tot in de jaren 1950 volhouden. Het stelde velen die geen auto hadden in staat van Peoria of Springfield naar St. Louis, de grootste stad in het middenwesten, te reizen.
De basis van de ITRS was een enkelspoorweg met de mogelijkheid dat treinen elkaar kruisten op alle haltes en stations. De elektrische tractie bestond uit 650 volt gelijkstroom. Buiten de steden en de dorpen reed de Interurban vrij van elk ander verkeer door het land. In de bebouwde kommen reed zij meestal door de buitenwijken naar het centrum en verder gewoon op straat tussen het andere verkeer.
De ITRS was na 1945feitelijk de laatste echte nog functionerende Interurban in de VS. De nog bestaande lijnen rond Chicago waren eigenlijk suburbane lijnen.

## Materiaal
De treinen bestonden in de eerste jaren van de ITRS uit het gebruikelijke Amerikaanse Interurban-model: een ongeveer 20 meter lange wagen op 2 trucks met een breedte van 2,6 meter. Ze hadden een trolley en konden met andere motorwagens gekoppeld rijden. De ITRS was een van de eerste bedrijven die haar wagens op de hoofdlijn tussen Peoria en St. Louis met airconditioning uitrustte.
Na de Tweede Wereldoorlog volgde ITRS nog de moderniseringsgolf die de bedrijven rond Chicago met hun ‘Electroliners’ uitvoerden. ITRS schafte in 1949 een variant hierop aan: de ‘Streamliners’ gebouwd door St. Louis Car Co. Ze kocht voor de tramdienst tussen St. Louis en Granite City ook nog acht PCC-cars.
De Streamliners bestonden uit treinen van twee of drie gekoppelde wagens die uiterst luxueus waren uitgerust. Zo was er airconditioning, leren bekleding en een restaurant. Ze werden in aluminium gebouwd en hadden een zeer gedistingeerd kleurgebruik: zilver met blauw. 
De wagenstellen hadden de volgende benamingen: de trein met twee wagons werd ‘City of Dacatur’ genoemd; de driewagentreinen ‘Fort Creve Coeur’ en ‘Mound City’.
De grootste concurrent voor de ITRS op de lijn van Decatur naar St. Louis was de min of meer parallel lopende ‘Wabash Railroad’. Deze onderneming schafte ook zeer moderne passagierswagens aan en deze treinen – de Wabash was geen Interurban – kregen bijnamen zoals ‘Blue Bird’, ‘Banner Blue’ en ‘Cannonball’. Deze verbinding was sneller en korter.
Al in 1950 hief ITRS de mogelijkheid in de treinen te eten op. De neergang was compleet toen ITRS de treinen bijna geheel ontmantelde en van de twee- en driewagentreinen alleen nog de voorste motorwagens inzette. De passagiersdiensten eindigden op 3 maart 1956.

## Kleinere nevenbedrijven en tramdiensten
Tussen St. Louis en Granite City werd een frequente tramdienst onderhouden die later zelfs met gekoppelde PCC-cars werd uitgevoerd. Deze ambitieuze modernisering kon de tramlijn niet redden. In de huidige tijd zou zij zeker succesvol kunnen worden geëxploiteerd.
In de steden Peoria, Danville en East St. Louis bestonden ook tramlijnen die eigendom van de ITRS waren en deze waren voor 1940 al opgeheven of verkocht aan National City Lines, een vervoersmaatschappij die in heel de VS bedrijven opkocht en ze direct omzette in busdiensten.

## Anekdote
De ‘longest interurban trip’. Onder hobbyisten leefde jarenlang een geschil wat de langste rit was die men met één vervoersmaatschappij dat ‘Interurbans’ exploiteerde kon maken.
Er was overeenstemming over de volgende afstanden:
- 1. Danville tot St. Louis via Springfield met de ITRS van 210 mijl;
- 2. Oakland tot Chico met de Sacramento Northern RR Co. in Californië van 184.6 mijl;
- 3. Cincinnati tot Detroit via Toledo met de Cincinnati & Lake Erie RR van 176 mijl.

De ITRS leeft nu nog alleen in herinnering. In de Verenigde Staten is wel een tramrevival (meestal de aanleg van Light Rail-lijnen) maar niet van een Interurban-revival.